# ده‌صلاح
ده‌صلاح (به لاتین: Deh-e Salah) یک منطقهٔ مسکونی در افغانستان است که در ولایت بغلان واقع شده‌است.